# Église Saint-Georges d'Uzdin
Pour les articles homonymes, voir Église Saint-Georges.
L'église Saint-Georges d'Uzdin (en serbe cyrillique : Храм светог Георгија у Уздину ; en serbe latin : Hram svetog Georgija u Uzdinu) est une église orthodoxe roumaine située à Uzdin, en Serbie, près de Kovačica, dans la province de Voïvodine et dans le district du Banat méridional. Elle dépend du diocèse orthodoxe roumain de Serbie et est inscrite sur la liste des monuments culturels d'importance exceptionnelle de la Répbulique de Serbie (identifiant no SK 1029).

## Histoire et architecture
L'église Saint-Georges d'Uzdin a été construite dans un style baroque au tout début du XIXe siècle. La nef, de forme rectangulaire, se prolonge d'une abside semi-circulaire. La façade est surmontée d'un grand clocher et ornée d'un fronton, de pilastres monumentaux et de sculptures abritées dans des niches, le tout s'inspirant de l'architecture classique. Les côtés de l'église sont eux aussi abondamment décorés.

## Décor intérieur
L'iconostase est constituée de 69 icônes, pour la plupart de petit format, peintes en 1833-1836 par Konstantin Danil ; par leur thème et leur style, elles s'inscrivent dans la tradition de la peinture d'icône du XVIIIe siècle. En y ajoutant celles du trône de l'archiprêtre, elles constituent le plus important ensemble de peintures religieuses de cet artiste. Les fresques peintes sur les voûtes de l'église sont probablement dues à Jovan Zejku et ont été réalisées en 1908.